# Moyuta
Moyuta es un municipio ubicado en el departamento de Jutiapa, en la Región IV o Región Sur-Oriental. Se localiza en la latitud 14° 02′ 16″ y en la longitud 90° 05′ 00″. de la República de Guatemala. 
Este municipio del departamento de Jutiapa es una parte importante en la economía de la región y no solo por sus cultivos como el café, el municipio tiene acceso a El Salvador por medio de la frontera Ciudad Pedro de Alvarado. 
Moyuta tiene una extensión territorial de 380 kilómetros cuadrados, en los cuales se puede encontrar una amplia variedad de ecosistemas debido al relieve topográfico desde 0 m s. n. m., hasta 1662 m s. n. m. La cabecera municipal se encuentra al pie del volcán del mismo nombre. Moyuta tiene costa en el Océano Pacífico, y su playa más popular es La Barrona. 
Los primeros pobladores fueron personas de origen pipil y de origen xinca, luego de la conquista conociendo la fertilidad del suelo algunos colonos criollos decidieron emigrar a esta región, por lo que se dio el mestizaje entre población aborigen y personas de origen español, hoy en día el grupo étnico mestizo es el predominante del municipio.
Fue fundado como municipio al momento de la creación del corregimiento de Jutiapa por el Decreto Gubernativo del 8 de mayo de 1852 del gobierno conservador del general Rafael Carrera y Turcios. Moyuta es uno de los municipios que cuenta con clima templado en el norte por ubicarse en una meseta y cálido en el sur por su superficie costera, es por ello que se producen diferentes tipos de productos agropecuarios, entre ellos lácteos, diversidad de granos, frutas, hortalizas, verduras, pero destacando entre ellos el cultivo de café. La cabecera municipal está ubicada al norte y se encuentra asentada sobre la falda del volcán homónimo. 

## Toponimia

### Nombre en castellano
La mayoría de los nombres de los poblados en Guatemala tienen dos partes: el nombre del santo católico cuya fiesta se celebra el día en que fueron fundados y un vocablo descriptivo de la región de raíz náhuatl; la razón de esto es que las tropas que llegaron bajo el mando del español Pedro de Alvarado durante la conquista de Guatemala en la década de 1520 estaban compuestas por soldados españoles y por indígenas mexicanos. El nombre original era San Juan Moyuta, en honor a San Juan Apóstol.

### Nombre en Náhuatl
El topónimo «Moyuta» se deriva de las raíces náhuatl «moyotl» (español:«mosquito» o «zancudo») y «tlan» (español: «abundancia»), por lo que «moyutlan» significa «Lugar donde abundan los mosquitos»

## Composición Étnica
De acuerdo al censo realizado en el año 2018 la composición étnica consta de la siguiente cantidad de personas basados en las proyecciones al año 2022:
| Grupo Étnico | Personas | Porcentajes |
| Ladinos      | 32,475   | 64%         |
| Kiches       | 167      | 0.33%       |
| Chalchiteka  | 91       | 0.18%       |
| Xincas       | 17,252   | 34%         |
| Kaqchiquel   | 96       | 0.19%       |
| Poqomchi     | 5        | 0.01%       |
| Quéqchi      | 30       | 0.06%       |
| Garífuna     | 0        | 0.00%       |
| Achí         | 20       | 0.04%       |
| Mam          | 20       | 0.04%       |
| Otros        | 76       | 0.15%       |
| TOTAL        | 50,742   | 100.00%     |

Es curioso que comparando los datos del censo de 2002 con los obtenidos en el censo de 2018, la población que se autodenomina Xinca, aumentó considerablemente.

## División administrativa

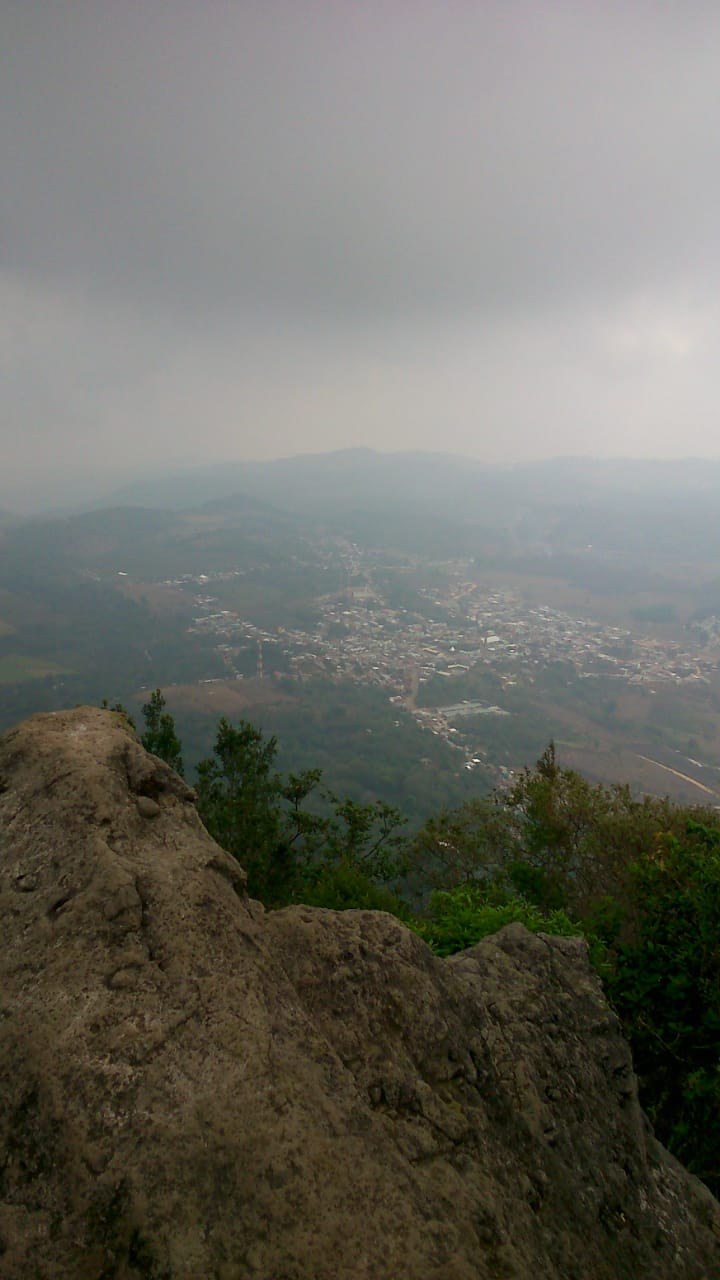
Vista de la Cabecera Municipal desde la Cumbre del Volcán Moyuta

El municipio tiene cuarenta y cuatro aldeas y treinta caseríos y su feria titular se celebra del 12 al 15 de marzo en honor a San Juan Bautista. 
| Aldea         | Caseríos                             | Aldea           | Caseríos                           | Aldea                 | Caseríos                                   | Aldea                    | Caseríos                               |
| ------------- | ------------------------------------ | --------------- | ---------------------------------- | --------------------- | ------------------------------------------ | ------------------------ | -------------------------------------- |
| Moyuta        | La Lejía, El Paso y Cañada           | Las Lomas       | Los Laureles y El Caramo           | El Pino de Santa Cruz | La Coyota                                  | Ciudad Pedro de Alvarado |                                        |
| La Montaña    |                                      | Bethania        |                                    | La Ceiba              |                                            | La Danta                 |                                        |
| El Paraíso    | El Embarcadero.                      | Garita Chapina  | Las Champas y El Bijagual          | Las Cuarentiuna       |                                            | Poza del Llano           |                                        |
| El Chagüite   |                                      | Las Raíces      | Las Bisnagras, El Jocotal y Zapote | Barranca Honda        | Fincas de Cerro Gordo, El Zapote y Miramar | Los Achiotes             | Tierra Blanca                          |
| Las Minas     |                                      | La Cañada       |                                    | Buena Vista           | Los Ausoles                                | El Garrobo               |                                        |
| La Laguna     |                                      | San Andrés      |                                    | El Toro               | El Obrajito                                | El Obraje                | El Obrajito                            |
| La Barrita    | Barra de la Gabina y Barra del Jiote | Monterrico      |                                    | El Salamar            | El Naranjo                                 | Parcelamiento Montufar   | El Nuevo, Las Flores y Hacienda Vieja. |
| Valle Nuevo   | Los Ángeles                          | Palos Abrazados |                                    | La Cruzadilla         |                                            | San Antonio Miramar      |                                        |
| El Quequesque |                                      | El Nanzal       |                                    | El Rosario            |                                            | El Sitio                 |                                        |
| San Isidro    | Loma Larga                           | San Cayetano    | La Ceibilla                        | Las Hilas             | Las Hilitas                                | El Sacamil               | San Miguel                             |
| El Pinito     | Las Vigas                            | Las Tablas      | La Laguneta                        | Las Cofradías         |                                            | El Rodeo                 |                                        |

## Geografía física

### Topografía
La parte norte de Moyuta está ubicado en la parte montañosa de Jutiapa, localizado en la clasificación fisiográfica de Cerros, Conos de Moyuta y Montañas Volcánicas Orientales. Por su parte, el sur del municipio se caracteriza por terrenos cercanos al mar. 
En su territorio se encuentra el volcán Moyuta, además de ocho montañas y nueve cerros, lo que hace que el relieve del terreno sea muy variado yendo desde terrenos con poca inclinación hasta territorio montañoso. 
| Accidente | Nombre |
| --------- | --- |
| Volcanes  | Volcán Moyuta |
| Cerros    | El volcán, Cerro Gordo, Las Cruzadillas, Chile Dante, Loma Larga, El Zapote, Ventana, La Bandera                                               |
| Montañas  | El Cuilotillo, El Maguey , San Andrés, El Quequesque, San Antonio, El Melonar, El Toro, La Nueva                                               |
| Ríos      | San Miguel, San Antonio, Paz, Los Encuentros, Las Carretas y otros de menor importancia                                                        |
| Lagunas   | Bocana del Paz, la Barra del Jiote, El Tule, Laguna Grande, El Muchacho, San Juan, Laguna Encantada, Nisguaya, Las Hojas, Laguna El Comendador |

### Clima
Moyuta tiene clima tropical (Clasificación de Köppen: Aw).
| Parámetros climáticos promedio de Moyuta | Parámetros climáticos promedio de Moyuta | Parámetros climáticos promedio de Moyuta | Parámetros climáticos promedio de Moyuta | Parámetros climáticos promedio de Moyuta | Parámetros climáticos promedio de Moyuta | Parámetros climáticos promedio de Moyuta | Parámetros climáticos promedio de Moyuta | Parámetros climáticos promedio de Moyuta | Parámetros climáticos promedio de Moyuta | Parámetros climáticos promedio de Moyuta | Parámetros climáticos promedio de Moyuta | Parámetros climáticos promedio de Moyuta | Parámetros climáticos promedio de Moyuta |
| Mes                                      | Ene.                                     | Feb.                                     | Mar.                                     | Abr.                                     | May.                                     | Jun.                                     | Jul.                                     | Ago.                                     | Sep.                                     | Oct.                                     | Nov.                                     | Dic.                                     | Anual                                    |
| ---------------------------------------- | ---------------------------------------- | ---------------------------------------- | ---------------------------------------- | ---------------------------------------- | ---------------------------------------- | ---------------------------------------- | ---------------------------------------- | ---------------------------------------- | ---------------------------------------- | ---------------------------------------- | ---------------------------------------- | ---------------------------------------- | ---------------------------------------- |
| Temp. máx. media (°C)                    | 26.5                                     | 27.2                                     | 28.4                                     | 28.3                                     | 27.5                                     | 26.0                                     | 26.8                                     | 26.4                                     | 25.8                                     | 25.5                                     | 25.6                                     | 25.7                                     | 26.6                                     |
| Temp. media (°C)                         | 20.8                                     | 21.3                                     | 22.1                                     | 22.6                                     | 22.3                                     | 21.5                                     | 22.0                                     | 21.6                                     | 21.4                                     | 21.0                                     | 20.7                                     | 20.5                                     | 21.5                                     |
| Temp. mín. media (°C)                    | 15.1                                     | 15.4                                     | 15.9                                     | 16.9                                     | 17.2                                     | 17.0                                     | 17.2                                     | 16.9                                     | 17.0                                     | 16.6                                     | 15.9                                     | 15.4                                     | 16.4                                     |
| Precipitación total (mm)                 | 9                                        | 6                                        | 16                                       | 62                                       | 215                                      | 405                                      | 301                                      | 297                                      | 420                                      | 282                                      | 55                                       | 16                                       | 2084                                     |
| Fuente: Climate-Data.org                 |                                          |                                          |                                          |                                          |                                          |                                          |                                          |                                          |                                          |                                          |                                          |                                          |                                          |

### Ubicación geográfica
Moyuta tiene una extensión de 380 km² y se encuentra a 1.283 m s. n. m.
|                                                      | Norte: Oratorio y San Juan Tecuaco, municipios del departamento de Santa Rosa |                                                                                              |
| Oeste: Pasaco, municipio del departamento de Jutiapa |                                                                               | Este: Jalpatagua y Conguaco, municipios del departamento de Jutiapa República de El Salvador |
|                                                      | Sur: océano Pacífico                                                          | Sureste: República de El Salvador                                                            |

## Gobierno municipal
Los municipios se encuentran regulados en diversas leyes de la República, que establecen su forma de organización, lo relativo a la conformación de sus órganos administrativos y los tributos destinados para los mismos. Aunque se trata de entidades autónomas, se encuentran sujetos a la legislación nacional y las principales leyes que los rigen desde 1985 son:
| N.º | Ley                                                | Descripción |
| --- | -------------------------------------------------- | --- |
| 1   | Constitución Política de la República de Guatemala | Tiene una regulación legal específica para los municipios en los artículos 253 al 262. |
| 2   | Ley Electoral y de Partidos Políticos              | Ley de carácter constitucional aplicable a los municipios en el tema de la conformación de sus autoridades electas. |
| 3   | Código Municipal                                   | Decreto 12-2002 del Congreso de la República de Guatemala. Tiene la categoría de ley ordinaria y contiene preceptos generales aplicables a todos los municipios, e inclusive contiene legislación referente a la creación de los municipios.             |
| 4   | Ley de Servicio Municipal                          | Decreto 1-87 del Congreso de la República de Guatemala. Regula las relaciones entra la municipalidad y los servidores públicos en materia laboral. Tiene su base constitucional en el artículo 262 de la constitución que ordena la emisión de la misma. |
| 5   | Ley General de Descentralización                   | Decreto 14-2002 del Congreso de la República de Guatemala. Regula el deber constitucional del Estado, y por ende del municipio, de promover y aplicar la descentralización y desconcentración económica y administrativa.                                |

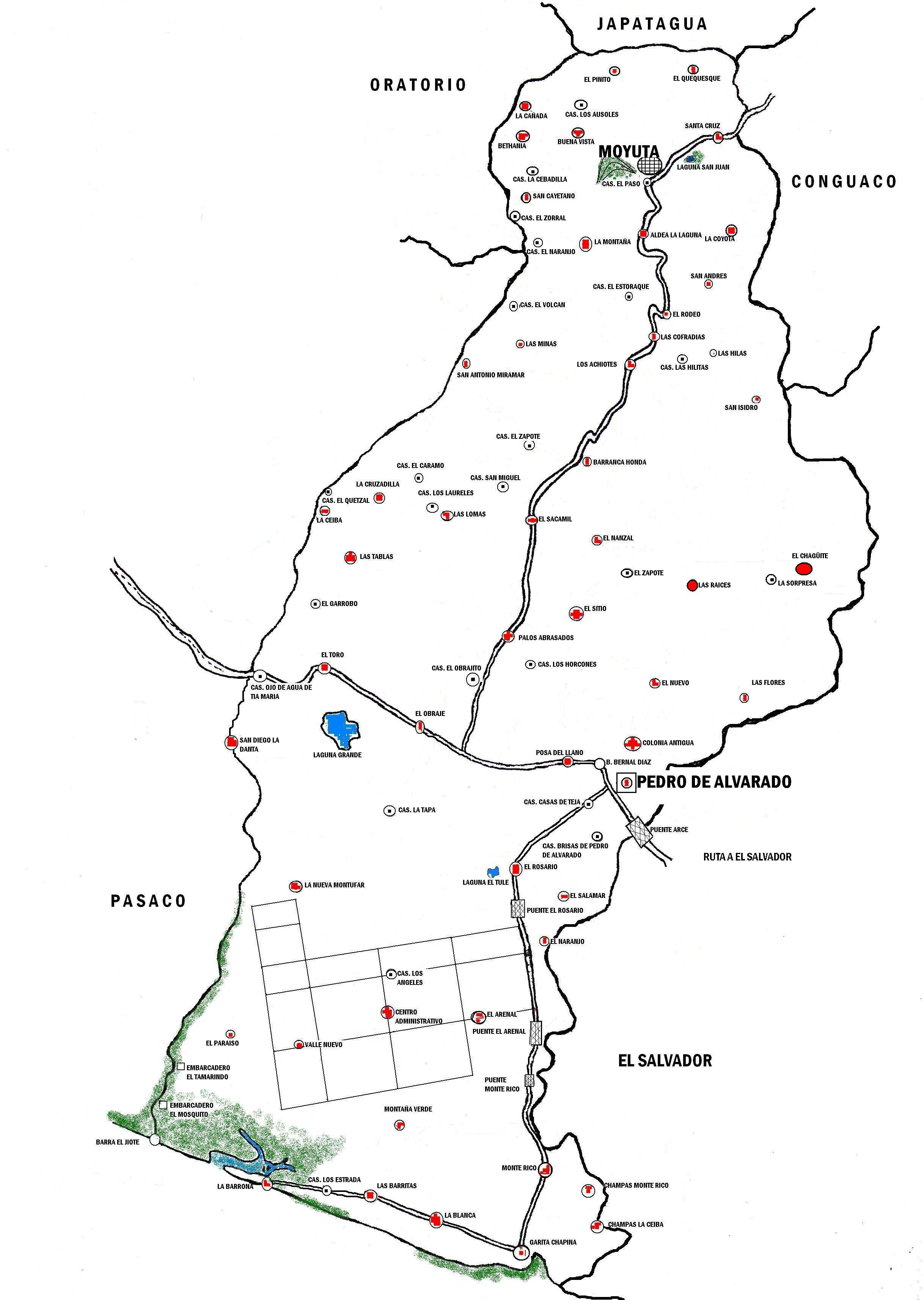
División Territorial de Moyuta

El gobierno de los municipios de Guatemala está a cargo de un Concejo Municipal mientras que el código municipal —ley ordinaria que contiene disposiciones que se aplican a todos los municipios— establece que «el concejo municipal es el órgano colegiado superior de deliberación y de decisión de los asuntos municipales […] y tiene su sede en la circunscripción de la cabecera municipal». Por último, el artículo 33 del mencionado código establece que «[le] corresponde con exclusividad al concejo municipal el ejercicio del gobierno del municipio».
El concejo municipal se integra con el alcalde, los síndicos y concejales, electos directamente por sufragio universal y secreto para un período de cuatro años, pudiendo ser reelectos.
Existen también las Alcaldías Auxiliares, los Comités Comunitarios de Desarrollo (COCODE), el Comité Municipal del Desarrollo (COMUDE), las asociaciones culturales y las comisiones de trabajo. Los alcaldes auxiliares son elegidos por las comunidades de acuerdo a sus principios y tradiciones, y se reúnen con el alcalde municipal el primer domingo de cada mes, mientras que los Comités Comunitarios de Desarrollo y el Comité Municipal de Desarrollo organizan y facilitan la participación de las comunidades priorizando necesidades y problemas. 
| Año       | Nombre                   | Obras |
| --------- | ------------------------ | --- |
| 2012-2024 | Carlos Roberto Marroquín | El alcalde Carlos Roberto Marroquín fue víctima de tres atentados contra su vida entre 2013 y 2014, pero de todos salió ileso mientras que su esposa y guardaespaldas recibieron heridas de bala. Marroquín responsabilizó de los atentados a Marixa Ethelidna Lemus Pérez —alias La Patrona— ambos se estarían disputando una importante ruta para el trasiego de estupefacientes desde El Salvador. A pesar de los atentados, Marroquín fue reelecto como alcalde en septiembre de 2015. |

## Historia

### Época colonial
Los primeros pobladores fueron descendientes de las etnias xinca y pipil que a la llegada de los españoles habitaban parte de El Salvador, la zona costera de Moyuta, los modernos municipios de Pasaco y Asunción Mita y el moderno departamento de Escuintla. 
La primera mención de Moyuta fue en 1740 por un documento de Alonso Crespo, el Justicia Mayor del Partido de Escuintla quien se refirió a la localidad como «San Juan Moyuta». . El historiador Domingo Juarros, anotó en 1818 en su Compendio de la Historia de la Ciudad de Guatemala, que Moyuta pertenecía al curato de Conguaco, en el entonces partido de Guazacapán.

### Creación del departamento de Jutiapa
La República de Guatemala fue fundada por el gobierno del presidente capitán general Rafael Carrera el 21 de marzo de 1847 para que el hasta entonces Estado de Guatemala pudiera realizar intercambios comerciales libremente con naciones extranjeras. El 25 de febrero de 1848 la región de Mita fue segregada de Chiquimula, convertida en departamento y dividida en tres distritos: Jutiapa, Santa Rosa y Jalapa. Específicamente, el distrito de Jutiapa incluyó a Jutiapa como cabecera, Yupiltepeque, Asunción y Santa Catarina Mita y los valles aledaños que eran Suchitán, San Antonio, Achuapa, Atescatempa, Zapotitlán, Contepeque, Chingo, Quequesque, Limones y Tempisque; además, incluía a Comapa, Jalpatagua, Asulco, Conguaco y Moyuta.
Debido a que para formar los distritos de Jalapa y Jutiapa se tomaron algunos pueblos de Chiquimula y Escuintla, al suprimirse dichos distritos por el decreto del Gobierno del 9 de octubre de 1850, volvieron a los departamentos de donde se habían segregado. Sin embargo, por decreto gubernativo N.º 76 del 8 de mayo de 1852, el gobierno del general Carrera creó el departamento de Jutiapa y Moyuta fue incluido como uno de sus nuevos municipios.

## Economía
Moyuta realiza muchas de sus transacciones comerciales con la República de El Salvador, basándose en la producción agrícola de maíz, frijol, café, frutas, caña de azúcar, arroz, ajonjolí, papa, algodón y chile. También se dedican a la crianza de ganado vacuno; a la producción de sal, la que se obtiene de alrededor de 16 salinas; también una parte de su economía se debe a la crianza de camarón y tilapia en la costa,y algunos de sus habitantes se dedican a la elaboración de productos artesanales como: panela, cestería, muebles de madera, trenzas y sombreros de palma, teja y ladrillo de barro.
- Agricultura: el café es el principal cultivo del municipio, especialmente en las tierras altas, además están el maíz, frijol, maicillo, banano y caña de azúcar. La crianza de peces es parte importante en la alimentación e ingresos para la zona costera.
- Comercio: es importante y, además de hacerse con los departamentos vecinos, se ha verificado también con El Salvador. El comercio es uno de factores muy importantes ya que se tiene el gusto de conocer a nuevos socios de negocios. En la compra y venta de mercaderìas o el intercambio de productos entre los habitantes del municipio o con los vecinos cuscatlecos.

El día de mercado es el día domingo, cuando más se comercia, muchas personas colocan sus puestos de mercado en la calle central de la cabecera municipal, incluso con personas de muchas aldeas aledañas. En la parte costera se basa en la crianza, compra y venta de ganado lechero y de carne. También en partes altas se cultiva maíz, frijol, ajonjolí, arroz, entre otros. 

## Tradiciones
La población cristiana de la localidad tiene como tradición realizar viacrucis y cortejos procesionales durante Semana Santa con las diversas imágenes de pasión, muerte y resurrección de Jesucristo acompañadas de la Virgen María. Del 12 al 15 de marzo se celebra la feria en honor a san Juan Bautista, el patrón de la Cabecera Municipal. Cada aldea del municipio acostumbra a hacer festejos propios en honor a diversos eventos religiosos. El 2 de noviembre se dedica a decorar los diversos panteones y tumbas de los cementerios para recordar a los seres queridos que han fallecido. En diciembre es común realizar posadas en el municipio. La Navidad y Año Nuevo son festejados en familia con cohetillos y juegos pirotécnicos. Las Iglesias evangélicas tienen su propio itinerario de eventos sociales acorde a su propia religión.

### Comidas típicas
Tamal de carne (cerdo, pavo, pollo o pato), tamal de elote, tamal blanco, tamal de frijol tierno, tamal de chipilín, caldo de hierbamoras o quilete, quesadilla de arroz, pescado (frito, caldo y envuelto en huevo), pacaya, flor de izote, coliflor, flor de calabaza, guía de güisquil, mariscos (ceviche y caldo), fiambre. Nunca falta en la mesa de los moyutecos una buena taza de atol, café o chocolate.

## Educación
| Institución         | Nombres |
| ------------------- | --- |
| Colegios            | - Liceo Integral «Galileo» - Instituto Privado Tecnológico de Suroriente - Colegio Particular Mixto «San Francisco y Santa Clara» - Colegio Privado «Guillermo Putzeis Álvarez» |
| Institutos públicos | - Instituto Nacional de Educación Diversificada «INED» (Complejo Educativo «La Reforma») - Instituto Nacional de Educación Básica - Instituto Nacional de Educación Diversificada |
| Escuelas nacionales | - Escuela Normal Infantil Intercultural - Escuela Oficial Urbana Mixta |
| Academias           | - Centro de Aprendizajes de Tecnología de la Información y Comunicación «SIM» - Centro de Aprendizajes de Tecnología de la Información y Comunicación «Perseverancia» - De Mecanografía «El Éxito» - De computación «SIAT» - De computación «ACCES» - Comercial de Mecanografía y Computación «San Judas Tadeo» |

## Transporte
El municipio de Moyuta cuenta con transporte de pasajeros entre buses y microbuses, especialmente a la cabecera departamental de Jutiapa, a la frontera con El Salvador en Ciudad Pedro de Alvarado y la Ciudad de Guatemala. Los automóviles denominados «tuctuc» son otro medio de transporte que prestan sus servicios en la cabecera municipal y poblados vecinos.
Para llegar a Moyuta, se toma la carretera CA-1 que pasa por la cabecera departamental, Jutiapa, y se va en dirección oeste por 17 km, hasta llegar al enlace con la ruta departamental Jutiapa-3, que conecta los caseríos El Amate y El Zarzalito, que unos 18 km al sur lleva a la aldea San Francisco Los Hoyos en su entronque con la carretera CA-1. Por la misma al sureste cuatro km a la cabecera de Jalpatagua; de allí al sur por la ruta departamental Jutiapa 3, aproximadamente trece km a la cabecera de Conguaco y, finalmente, al oeste siete km hasta llegar a la cabecera municipal de Moyuta.[cita requerida]
El municipio cuenta también con otras carreteras, como la que se une en el kilómetro 137 de la CA-2 con El Obraje; esta vía es conocida como «Moyuta-Los Achiotes-El Obraje» y se inauguró el 19 de junio de 1970. La ruta entre Moyuta y El Obraje tiene una longitud de 27 km y une a Moyuta con la carretera CA-8 en el kilómetro 98 —específicamente en San Francisco Los Hoyos— y continúa hasta el kilómetro 100 de la carretera CA-1, en el punto conocido como El Amate.
Las carreteras de esta región han sido construidas por la empresa «Sigma Constructores» desde 1991, la cual obtiene los proyectos sin el normal concurso público, gracias a la ampliación que los gobiernos le han hecho de tres contratos que ganó en licitaciones entre 1988 y 1991, los cuales eran regidos por la ley de contrataciones de 1980 y ésta le permitía al Estado guatemalteco aumentar el valor de los contratos de obra pública sin restricciones de ninguna naturaleza. Los contratos originales de la constructora Sigma, fundada por Maynor Palacios Guerra y Leonel Aldana Guerra en 1980, eran por cien kilómetros de carreteras en tramos dispersos, ninguno en una tierra principal; tras las extensiones obtenidas, los tramos se unificaron y terminaron incluyendo a secciones de la carretera interamericana que une a Guatemala con El Salvador.
Entre los tramos que ya tenía asignados Sigma Constructores en 1988, tenía la ruta de la CA-2 a la CA-8, que pasa por Moyuta, el cual terminó incluyendo la ruta completa desde la frontera de Valle Nuevo hasta Barberena, en el departamento de Santa Rosa; la adjudicación inicial era de 17.9 millones de quetzales, pero desde 2005 el Estado guatemalteco le ha pagado a Sigma un millardo de quetzales por los tramos extendidos.
De los tramos carreteros principales como la Ruta RD3 (la cual unes las carreteras CA-2 con la CA-8, se conectan carreteras de terracería hacia diferentes comunidades, donde el mantenimiento de las mismas queda a cargo de la municipalidad de Moyuta. En el año 2020 se inicia la Construcción de la Carretera hacia las playas de la Barrona, la cual se desprende del entronque de la carretera CA-2 Oriente ubicado en la aldea Ciudad Pedro de Alvarado.

## Turismo

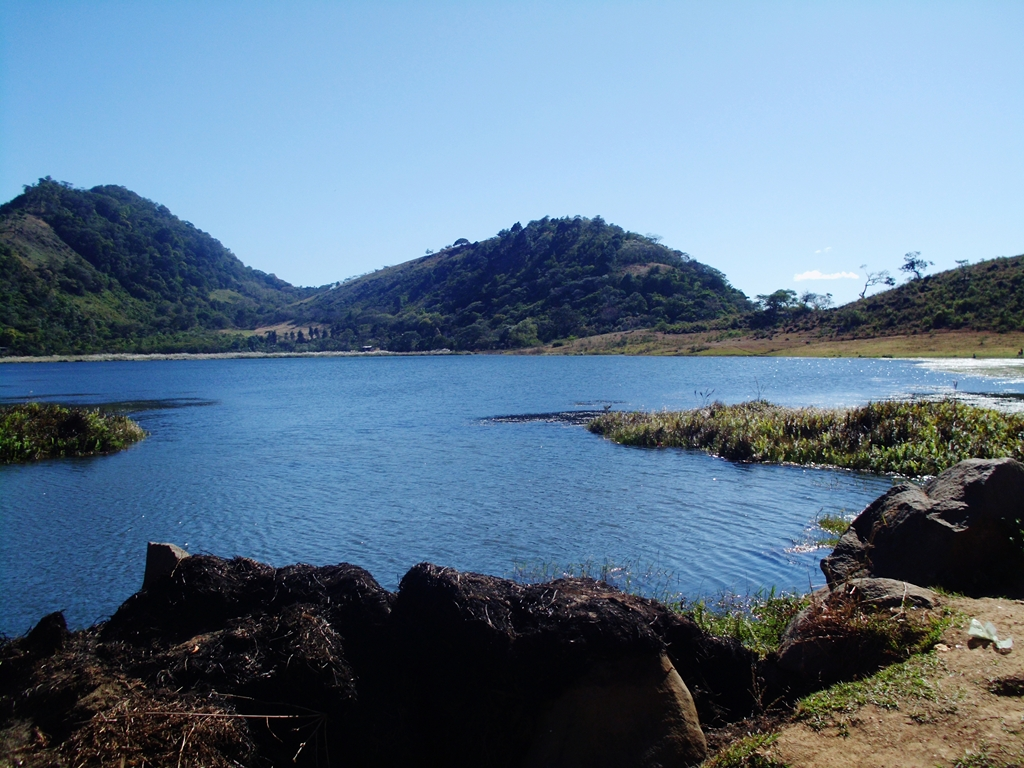
Laguna San Juan Bautista

Moyuta cuenta con un emblemático clima templado en la cabecera municipal y caluroso en sus diversos poblados de las zonas costeras. La posición geográfica del municipio es un factor importante, lo vuelve un lugar ideal con clima agradable para ser frecuentado en cualquier época del año. Se encuentra la Reserva Biológica Volcán Moyuta, cuya superficie es de 328 hectáreas, la que es administrada por el Consejo Nacional de Áreas Protegidas, el cual por su topografía es fácil de escalar y puede ser escalado en cualquier época del año. La laguna San Juan Bautista que se encuentra a 1 km de la cabecera municipal, esa cercanía al casco urbano la convierte en uno de los atractivos naturales del municipio pero también se ve amenazada por la contaminación de sus aguas, ésta laguna pasó de ser una laguna de agua transparente, a una laguna hipertrófica (crecimiento excesivo de algas) y turbia, por lo que está en serio peligro de contaminación por ausencia de planta de tratamiento de las casas circundantes y el vertido descontrolado de aguas residuales dentro de la Laguna.
El municipio cuenta con una zona de Mangle, la cual es zona declarada en reserva natural ubicado en la playa la Barrona, en esta zona se protege a la Parlama, estas tortugas constituyen durante unos meses el centro de la actividad del lugar, ya que se les cuida durante el desove, protegiéndolas y llevando parte de los huevos al tortugario, donde terminaran de incubarse aproximadamente 45 días después. El municipio cuenta con un volcán llamado Moyuta este fue declarado como zona protegida por el CONAP..

## Religión
La mayoría de los habitantes de la región profesa la religión católica, asistiendo a misa los días domingos en los horarios establecidos, la parroquia San Juan Bautista tiene una cobertura en 27 comunidades del municipio, cuenta con varias agrupaciones cuyo objetivo es la formación religiosa y propagación del reino. organización Pastoral se Pastoral Parroquial, Cristiandad, Legión de María y Obras Vocacionales. 
Dentro de la tiene el Consejo Cursillistas, la comunidad religiosa que participa en la parroquia son las hermanas Franciscanas de la Asunción. 
De igual manera en los últimos años han aumentado las iglesias protestantes, ubicadas en la cabecera municipal y en diferentes aldeas, proporcionando ayuda espiritual a todas aquellas personas.

## Centros recreativos
Moyuta cuenta con centros recreativos, en su mayoría en la región costera y su playa más conocida llamada: La Barrona. El municipio posee diversas lagunas, entre ellas la Laguna de San Juan y Laguna del Rosario. El municipio de Moyuta posee dos campos de fútbol, el Estadio Fraternidad que está en el Barrio La Reforma de la cabecera municipal, y el Estadio Bernal Díaz localizado en la aldea Ciudad Pedro de Alvarado. El Volcán Moyuta de dificultad moderada para escalarse, ofrece desde su cima una excelente vista de la cabecera municipal, el océano Pacífico y otras localidades del Oriente de Guatemala y la República de El Salvador.

## Personas destacadas
- Escritores:
  - Profesor Pedro José Ibáñez Cermeño (1910 - )[b]
  - Profesor Nery Mauricio Gómez Torres
  - Luis Antonio Mendoza Castillo. (1944 -)

- Bufónes: Juan David Ozuna
- Pintores:
  - Maestro Maugdo Vásquez López (1959-)
  - Leonel Pérez (Padre)
  - Jorge Leonel Pérez (Hijo)
  - 'Alessandro Carrillo
  - Alexander Carrillo

- Personajes de televisión:
  - Vinicio Méndez Ruíz —alias «Taco»— (1932-1998).